# Mircea Belu
Mircea Ștefan Belu (n. 28 februarie 1941, Lugoj – d. 15 septembrie 2002, Timișoara) a fost un actor, regizor și poet român.

## Biografie
A studiat cu Gheorghe Dem Loghin la Institutul de Teatru și Cinematografie „I. L. Caragiale” din București, promoția 1969. A debutat la Teatrul Dramatic „Bacovia” din Bacău, iar din 1975 s-a consacrat ca actor al Teatrului Național „Mihai Eminescu” din Timișoara. A interpretat un lung șir de personaje celebre, a creat și a susținut memorabile spectacole de poezie, multe dintre ele încununate cu premii ale criticii de specialitate.
Mircea Belu a regizat mai multe spectacole pe scenele Teatrului Municipal „Bacovia” din Bacău (1969–1975) și Teatrului Național din Timișoara (1975–2002)
A fost și poet, membru al Uniunii Scriitorilor din România și recitator de versuri. A avut multe recitaluri de poezie pe scenă și la TVR din operele unor autori români precum Mihai Eminescu, Tudor Arghezi, Nichita Stănescu, George Bacovia etc. A publicat 12 volume de poezie. Trei volume i-au apărut postum printre care se află Spectacolul privirii și Cugetările unui actor.  Poezia și actoria lui Mircea Belu sunt celebrate în antologia Actori poeți/Poeți actori (Ed. Brumar, 2008), realizată de Lucia Nicoară, precum și în volumul Lugojul în nesfârșirea clipei (Ed. David Press Print, 2016) al lui Vasile Bogdan.
Mircea Belu a fost căsătorit cu profesoara Rodica Felicia Dragoș (1969–1978), cu care are o fiică, Bogdana. Aceasta este profesoară de filozofie în California.

## Premii
- 1974 - Premiul special al criticii la Gala Națională a Recitărilor Dramatice, Recital Arena cu Paiațe al lui Mihail Sabin
- 1978 - Premiul revistei Familia
- 1985 - Premiul „Nichita Stănescu”
- 1989 - Premiul „Mihail Eminescu”, alături de Leopoldina Bălănuță
- 2000 - Premiul Mihail Eminescu; Medalia comemorativă „150 de ani de la nașterea lui Mihai Eminescu”.[2]

## Filmografie
- Montserat (1982) - Montserat
- Mitică Popescu (1984) - Moncea
- Mireasma ploilor tîrzii (1985) - Mircea Rădoi
- Trenul de aur (1986) - căpitanul Brett